# Elizabeth Burgos
Œuvres principales
Moi, Rigoberta Menchu
Mémoires d'un soldat cubain
Elizabeth Burgos, née à Valencia (Venezuela) en 1941, est une historienne, anthropologue et écrivain vénézuélienne, spécialiste de l'ethnopsychanalyse. Elisabeth Burgos dirigea la Maison de l'Amérique latine à Paris. Première épouse de Régis Debray, elle fut longtemps proche de Fidel Castro avant de rompre avec le régime castriste.

## Biographie
Proche du Parti communiste vénézuélien, elle rencontre Régis Debray en 1963 à Caracas. Le couple prend le maquis et organise des filières de livraisons d'armes. Ils résident ensuite à Cuba dans l'entourage de Fidel Castro lors des débuts de la révolution cubaine. En 1967, Régis Debray rejoint Che Guevara en Bolivie où il est arrêté par l'armée bolivienne et est condamné à trente ans de prison, six mois environ avant l'exécution du Che. Elizabeth Burgos et les parents de Régis Debray, soutenus par les autorités françaises, œuvrent à sa libération. Elizabeth Burgos épouse Régis Debray le 14 février 1968 dans sa prison bolivienne.
Régis Debray libéré, le couple rejoint Paris, logeant chez Simone Signoret, place Dauphine et rompt avec le régime cubain. Ils ont une fille, Laurence Debray, puis divorcent.
Elizabeth Burgos a ensuite travaillé avec Salvador Allende. 
Elle a dirigé la Maison de l'Amérique latine à Paris et l'Institut français de Séville. Elle a aussi été attachée culturelle à l'ambassade de France à Madrid.

## Œuvre
Elizabeth Burgos a étudié les mécanismes de répression mis en place à Cuba après la prise de pouvoir par Fidel Castro de 1959.
Elizabeth Burgos rédige et fait éditer l'autobiographie de Rigoberta Menchú, Moi, Rigoberta Menchu parue en 1983. Elle a également écrit les Mémoires d'un soldat cubain, récit de la vie de Dariel « Benigno » Alarcón Ramírez, compagnon de Castro et de Che Guevara dans la Sierra Maestra.

## Accueil critique
Pour l'article d'Elizabeth Burgos dans l'ouvrage collectif Cuba, un régime au quotidien dirigé par Vincent Bloch et Philippe Létrillart, l'universitaire Romy Sánchez Villar indique que la sociologue « explique dans cet article à quel point il ne s’agit pas seulement pour le régime en place de punir, mais bien d’obtenir l’allégeance de ceux qui ne sont pas exécutés ».

## Distinctions
- Prix Casa de las Américas (1983)

## Ouvrages
- Moi Rigoberta Menchù, une vie et une voix, la révolution au Guatémala, Gallimard, 1983[5].